# Tecuexcontitlán
Tecuexcontitlán är en ort i Mexiko.   Den ligger i kommunen Tepecoacuilco de Trujano och delstaten Guerrero, i den södra delen av landet, 150 km söder om huvudstaden Mexico City. Tecuexcontitlán ligger 798 meter över havet och antalet invånare är 1 252.
Terrängen runt Tecuexcontitlán är kuperad, och sluttar söderut. Runt Tecuexcontitlán är det ganska tätbefolkat, med 214 invånare per kvadratkilometer. Närmaste större samhälle är Cocula, 14,1 km nordväst om Tecuexcontitlán. I omgivningarna runt Tecuexcontitlán växer huvudsakligen savannskog.